# مجموعه تاریخی فرح‌آباد
مجموعه تاریخی فرح‌آباد ساری مجموعه‌ای از بناهای تاریخی مربوط به بقایای شهر قدیمی فرح‌آباد است که در کنار راه ساری-فرح‌آباد داخل فرح آباد قرار دارد. این ابنیه در زمان شاه عباس بزرگ  بنا شده و در آن زمان بندری پر رونق محسوب می‌شده است. در دوران صفوی به دلیل رونق فراوان به آنجا دارالسرور و دارالسلطنه گفته می‌شد.
این اثر در تاریخ ۱۶ اسفند ۱۳۵۵ با شمارهٔ ثبت ۱۳۷۶ به‌عنوان یکی از آثار ملی ایران به ثبت رسیده است.

## بناهای باقیمانده
بسیار از بناهای شهر قدیم فرح‌آباد در طول تاریخ و به دلیل حمله روسها نابود شده‌اند. مسجد فرح‌آباد، مدرسه، بخشی از پل شاه عباسی، دیواری متعلق به یک قصر و حمام دوره صفوی از بناهای باقیمانده می‌باشند.
کاخ جهان‌نما که قصر شاه عباس محسوب می‌شده در زمان صفویه توسط قزاق‌ها به آتش کشیده و بخشی از آن تخریب شد. بقایای این کاخ در سمت شمالی مجموعه فرح‌آباد قرار دارد.

## نگارخانه

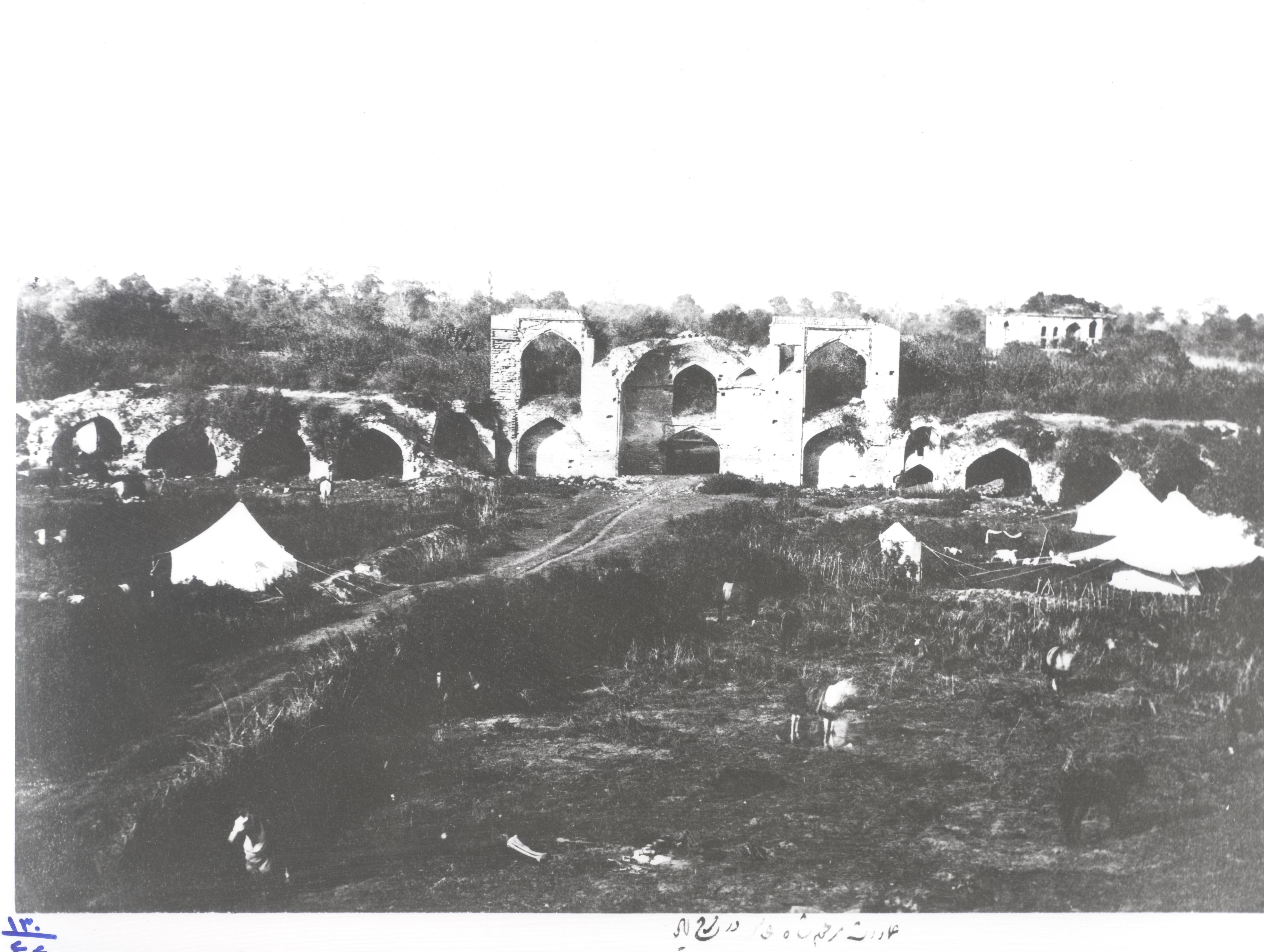
عکس مربوط به سال ۱۲۵۴ خورشیدی

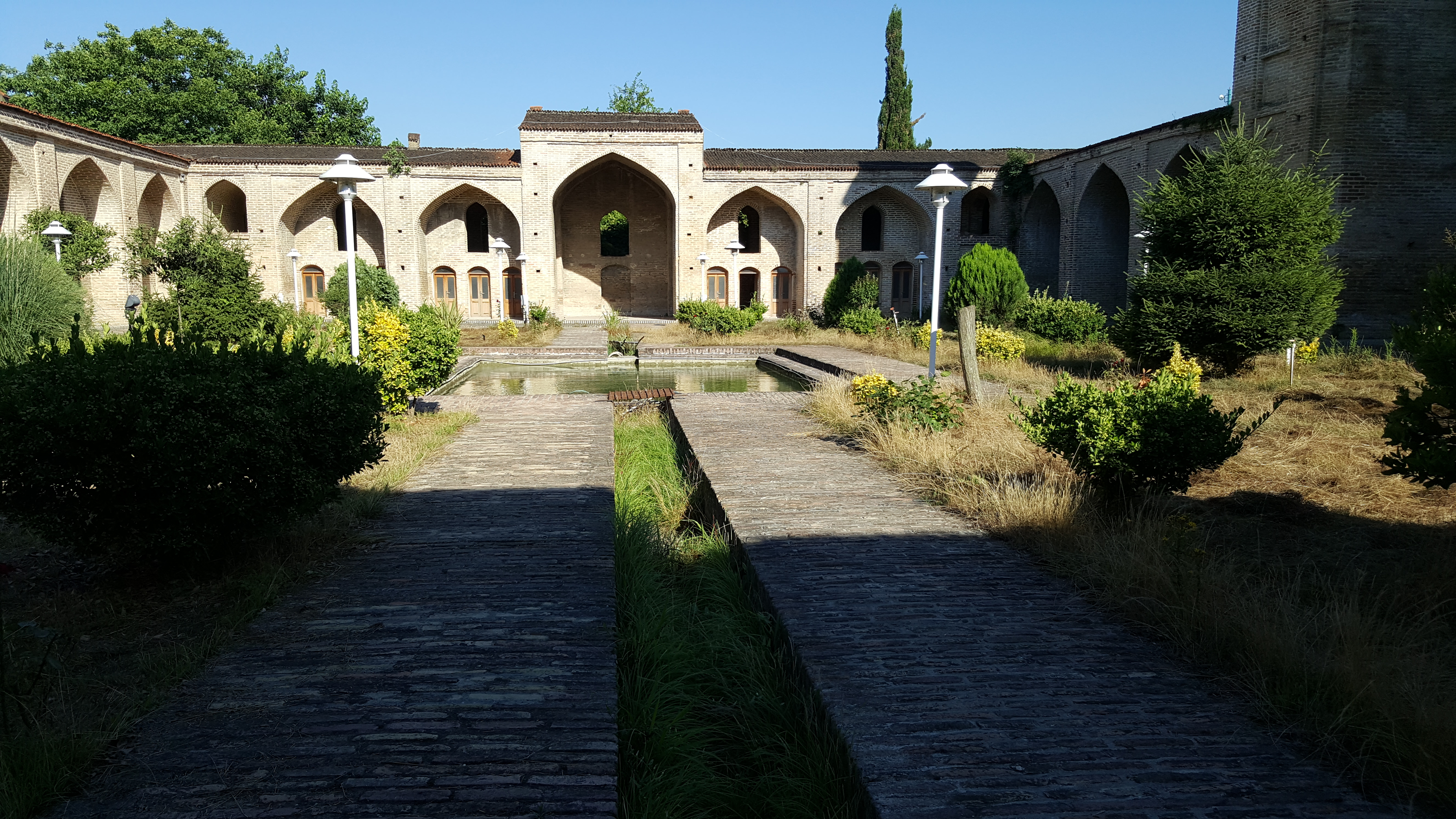
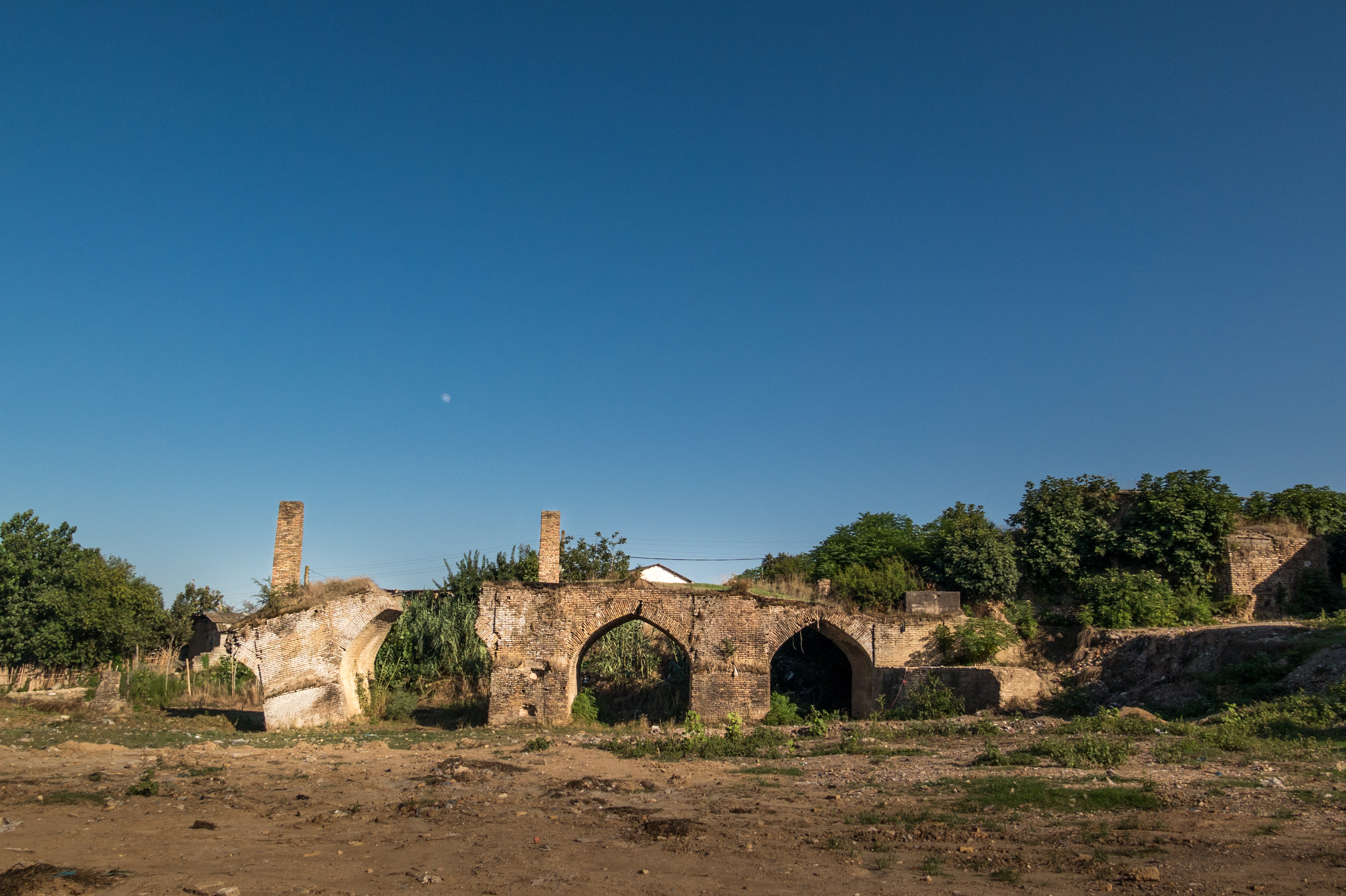
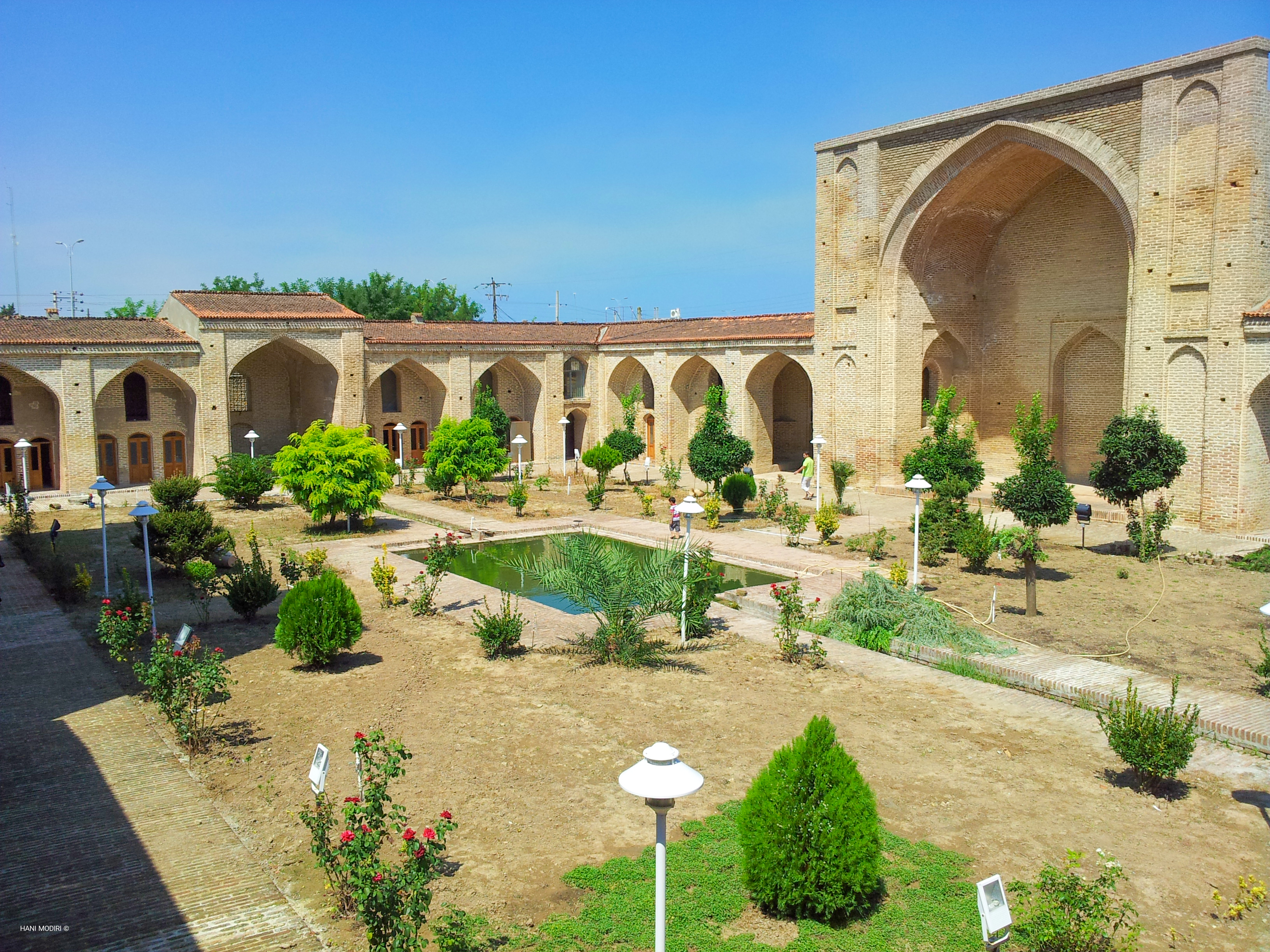
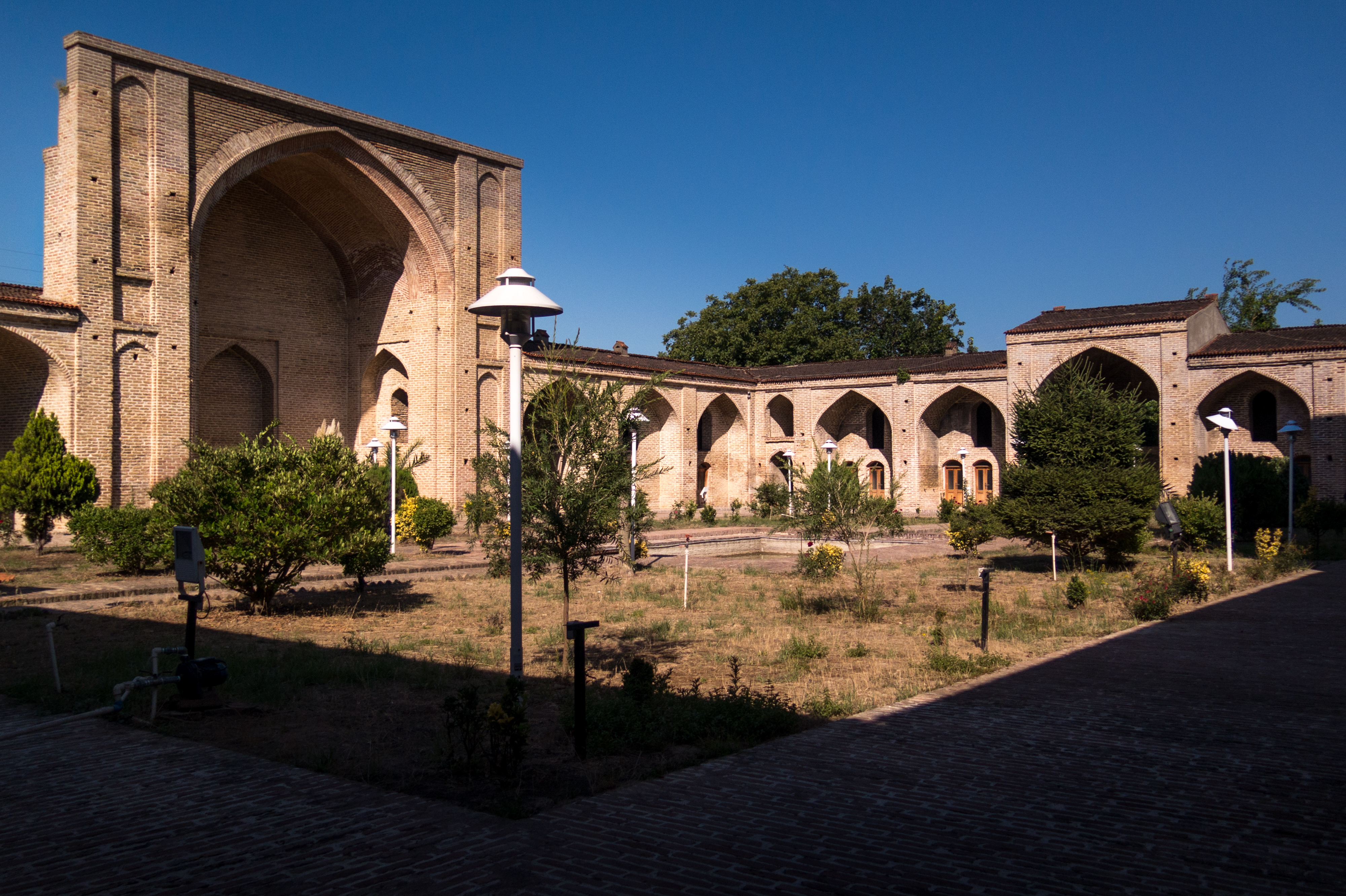
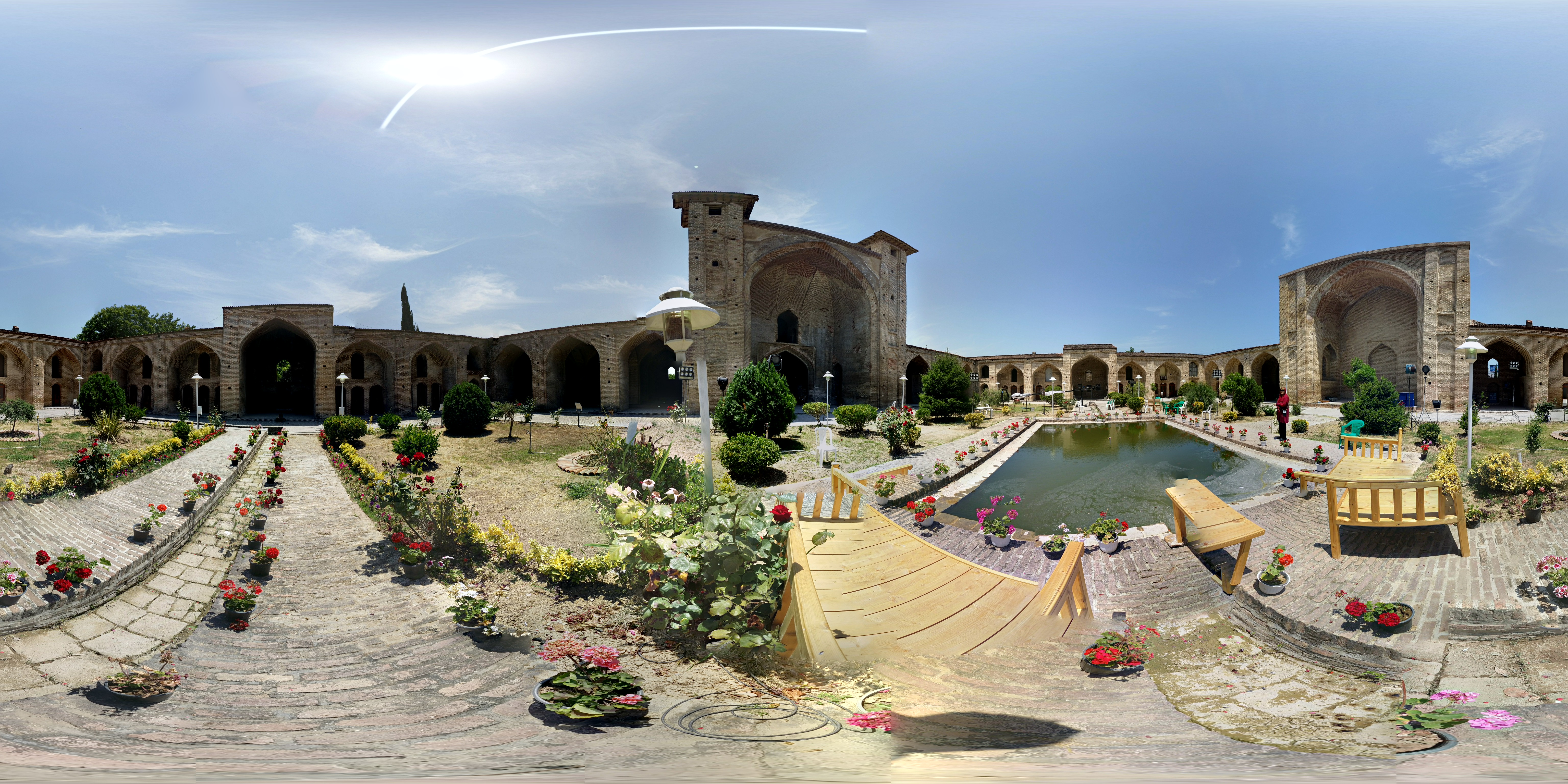
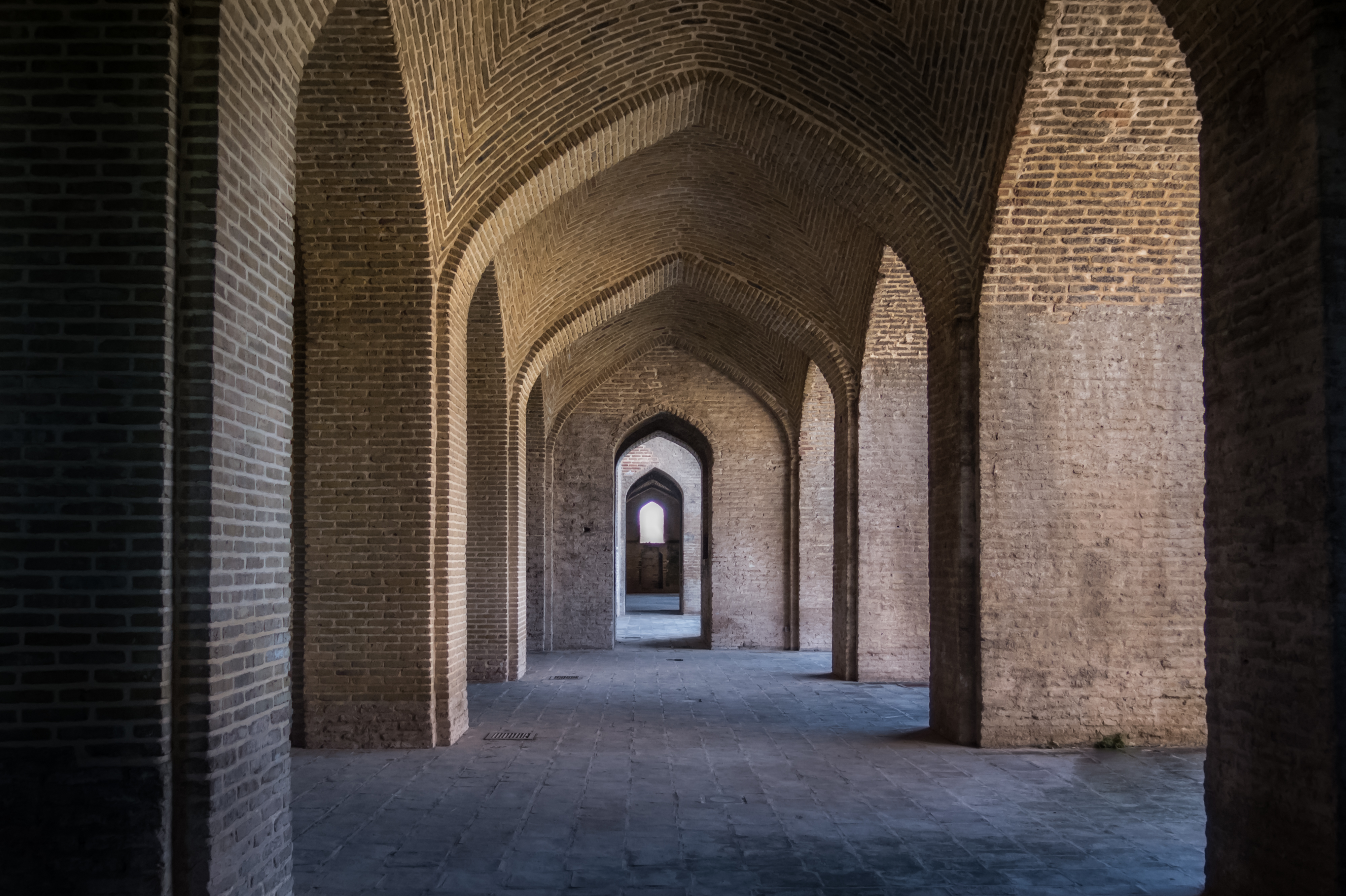
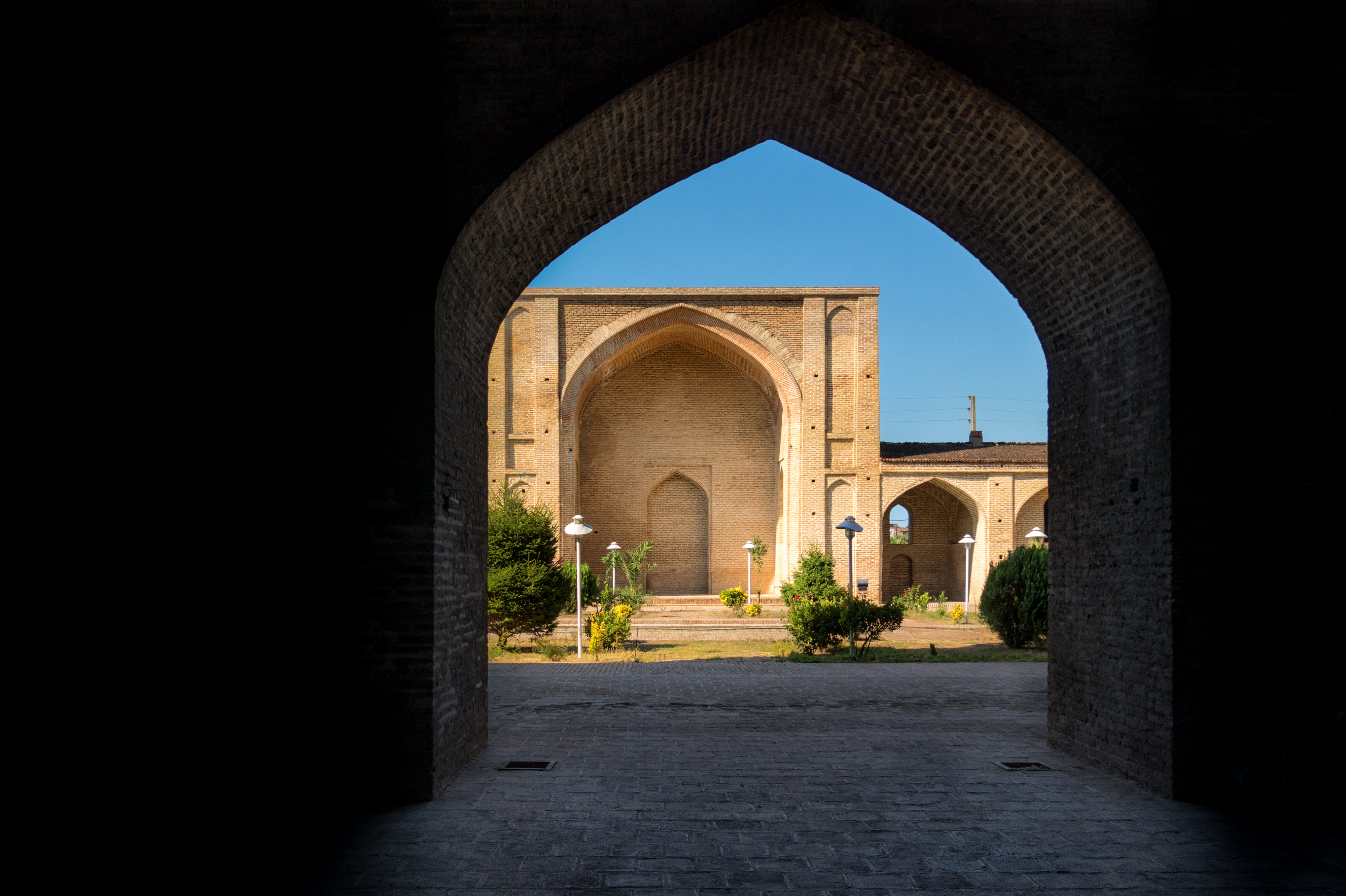
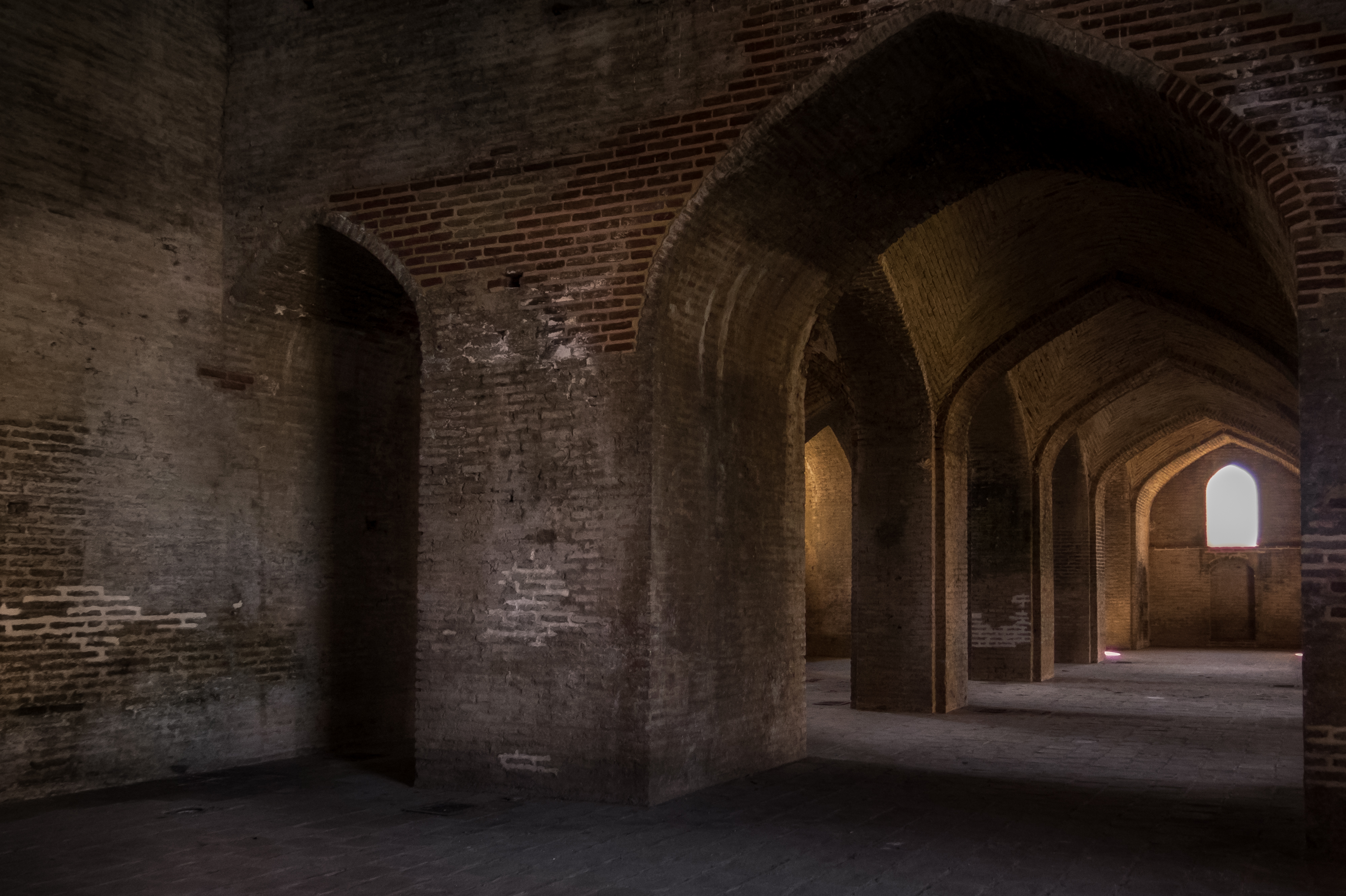
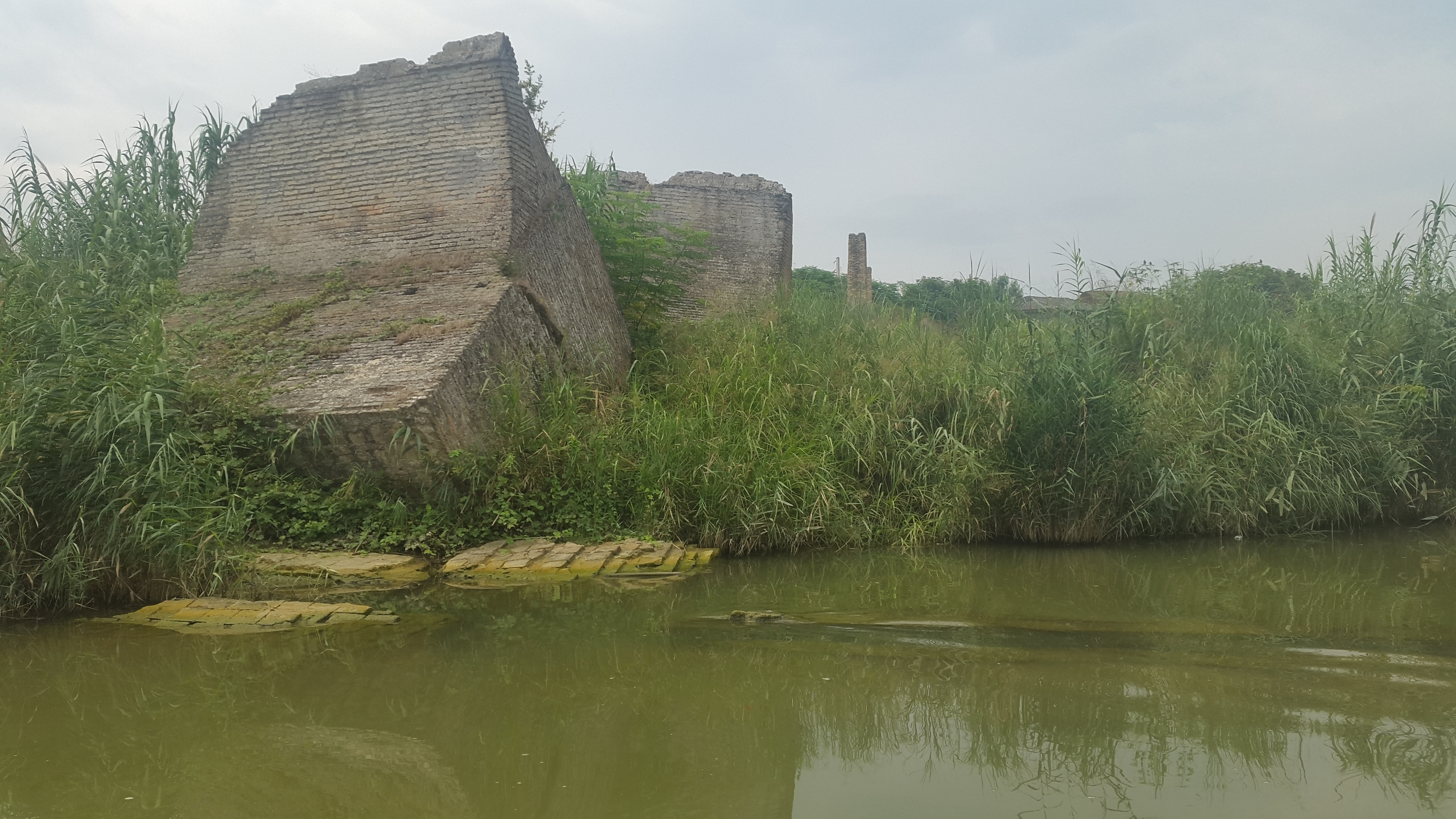
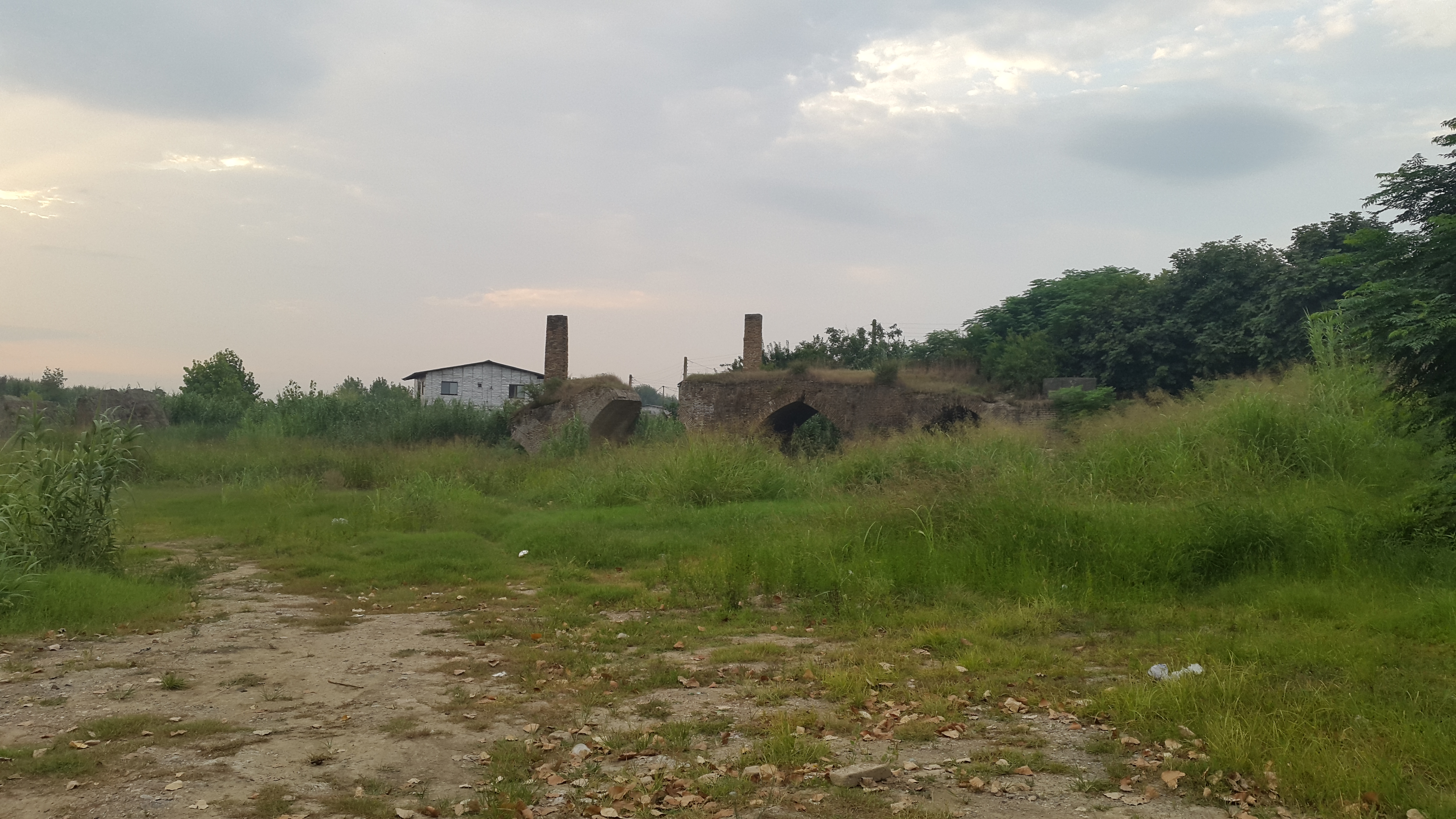
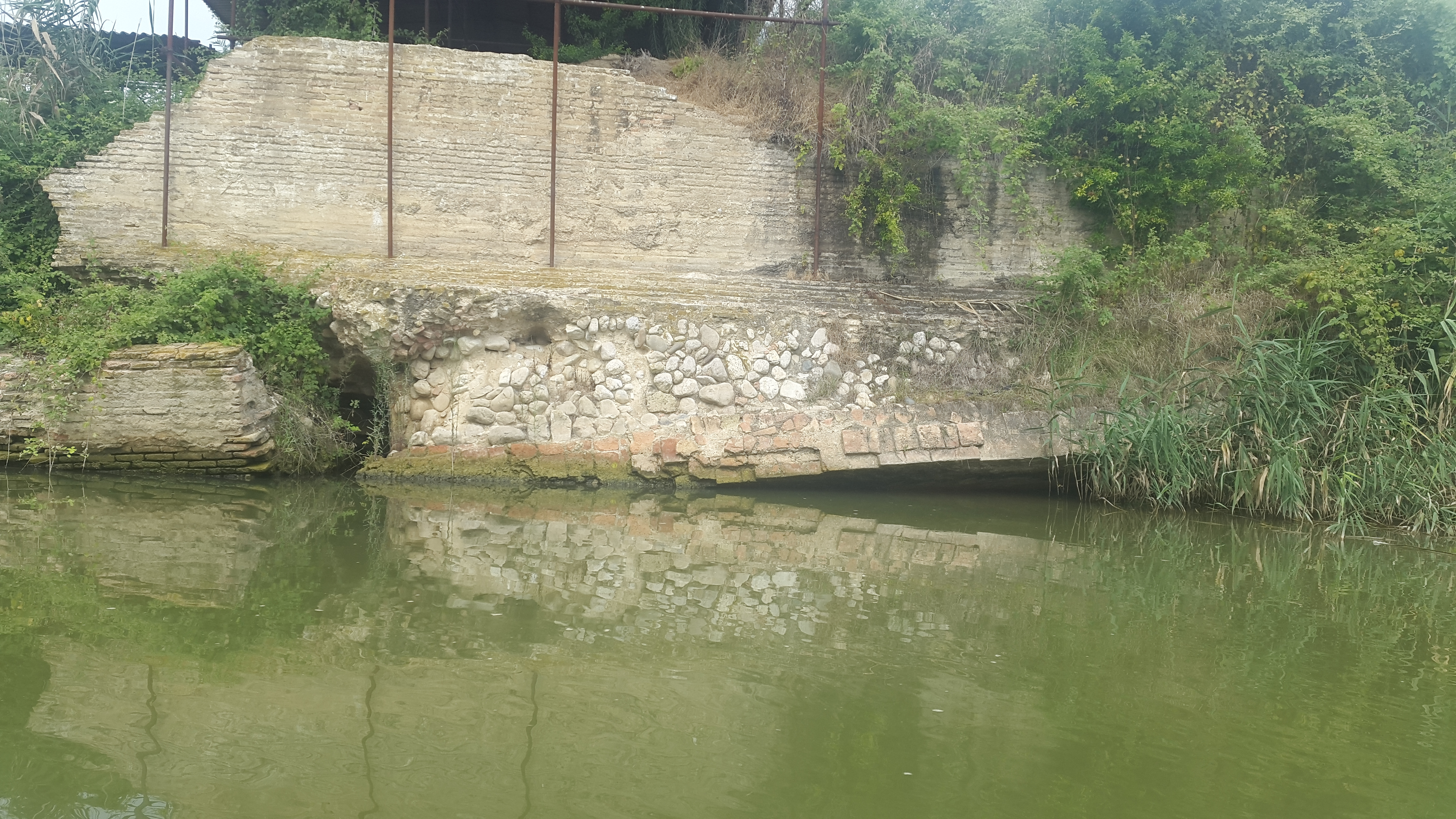
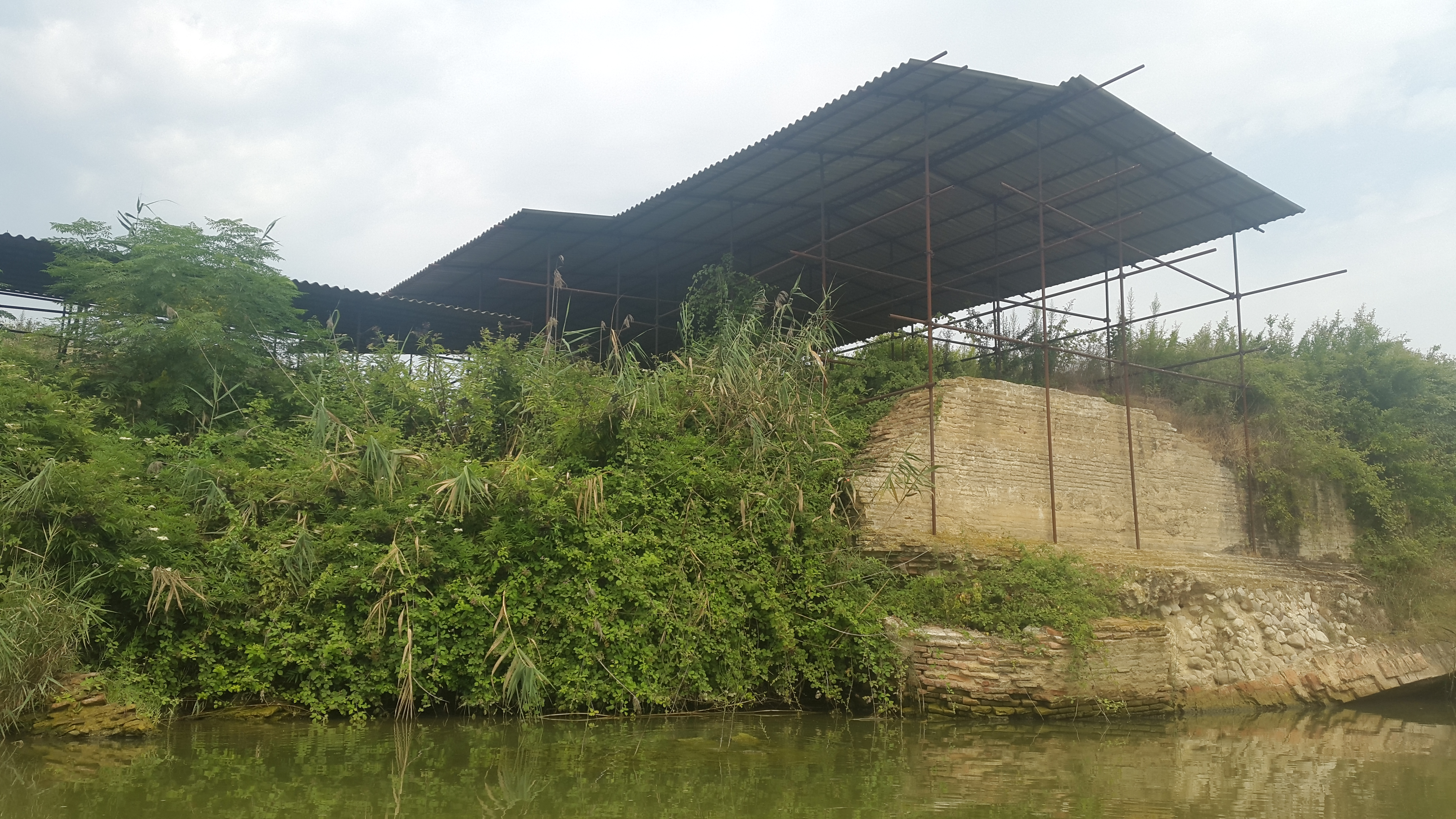

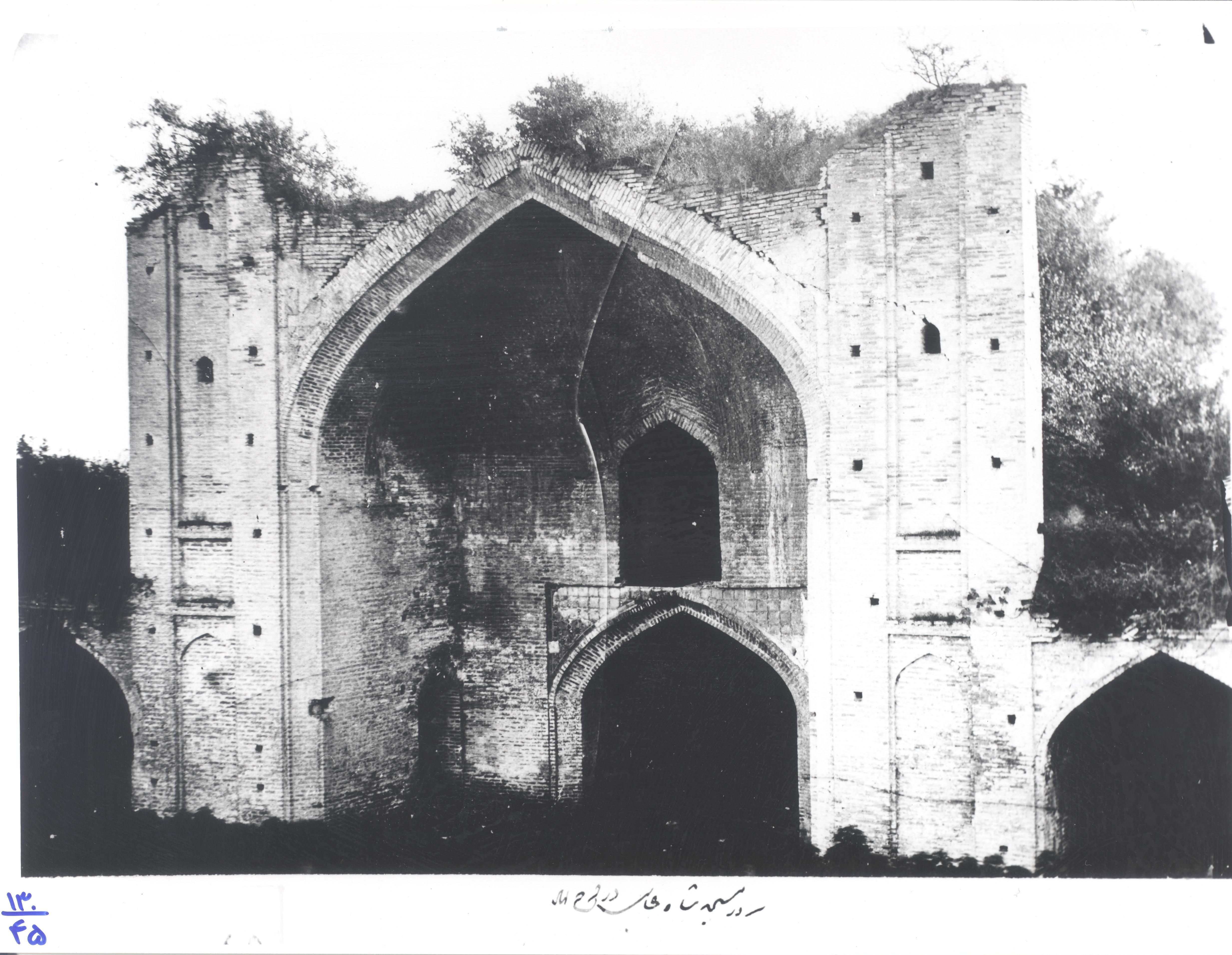
عکس مربوط به سال ۱۲۵۴ خورشیدی
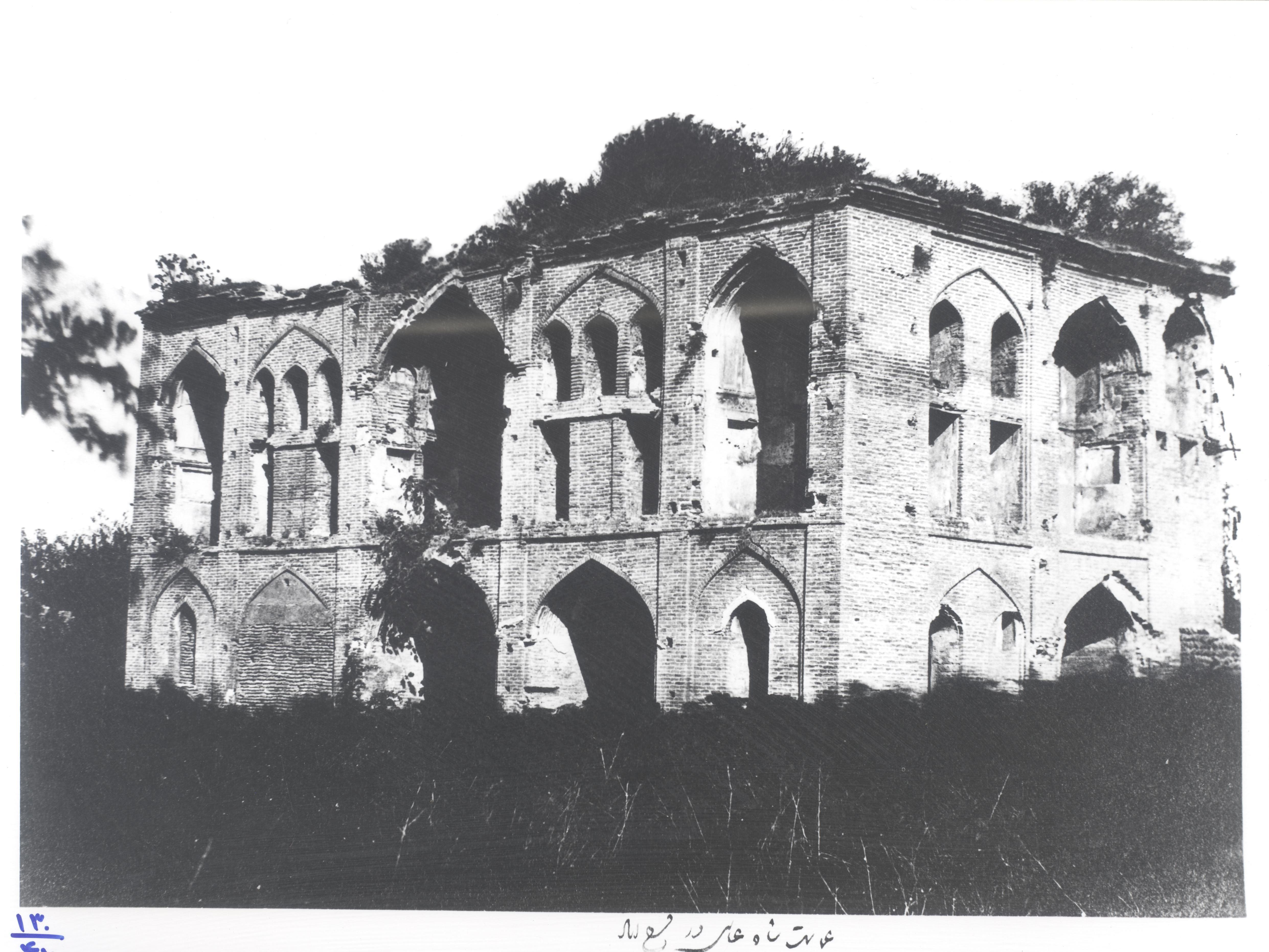
عکس مربوط به سال ۱۲۵۴ خورشیدی